# Dacine, Kiverți
Dacine (în ucraineană Дачне) este un sat în comuna Prîluțke din raionul Kiverți, regiunea Volînia, Ucraina.

## Demografie
Componența lingvistică a localității Dacine
     Ucraineană (98,5%)
     Rusă (1,37%)
     Alte limbi (0,14%)
Conform recensământului din 2001, majoritatea populației localității Dacine era vorbitoare de ucraineană (98,5%), existând în minoritate și vorbitori de rusă (1,37%).